# Greatest Lovesongs Vol. 666
Greatest Lovesongs Vol. 666 je první řadové album finské lovemetalové skupiny HIM vydané v roce 1997.
Album obsahuje singly Your Sweet Six Six Six, Wicked Game, When Love and Death Embrace a It's All Tears. Album bylo nahráno v sestavě Ville Hermanni Valo (zpěv), Linde Lazer (kytara), Mige Amour (basová kytara), Antto Melasniemi (klávesy) a Pätkä Rantala (bicí).

## Seznam skladeb
1. „Your Sweet 666“ – 4:12
2. „Wicked Game“ – 3:54
3. „The Heartless“ – 4:02
4. „Our Diabolikal Rapture“ – 5:20
5. „It's All Tears (Drown In This Love)“ – 3:43
6. „When Love And Death Embrace“ – 6:08
7. „The Beginning Of The End“ – 4:07
8. „(Don't Fear) The Reaper“ – 6:24
9. „For You“ – 3:58